# Svenska Löd AB!
Svenska Löd AB! var en svensk jazzgrupp.
Medlemmar i detta band var Lennart Axelsson (trumpet), Mats Eriksson (trombon), Kalle Lundborg (saxofon), Olle Wirén (saxofon), Bengt Lindqvist (keyboards), Janne Schaffer (gitarr), Jan Bergman (bas) och Nils-Erik Svensson (senare namn Slörner; trummor). Bandet gav 1971 ut albumet Hörselmat (HM-KU-FI SLP–1), vilket innehåller funkig popjazz och producerades av Janne Forssell tillsammans med Gert Palmcrantz och bandet. Upplagan var endast 200 exemplar och albumet är i dag mycket eftersökt. På konvolutet sägs dock "Om det är nån jävel som tar mer än 20 spänn för den här (Ocker) – köp den inte!?". 2011 gjordes en återutgåva av albumet Hörselmat i 1000 numrerade exemplar och samma år gavs även en CD-skiva ut i Japan. 
Namnet Hörselmat återanvändes senare av Schaffer och Björn J:son Lindh då de bildade gruppen Hörselmat 1973.